# アレックス・ウィルソン (野球)
ウィリアム・アレクサンダー・ウィルソン（William Alexander Wilson , 1986年11月3日 - ）は、サウジアラビア王国東部州ダーラン出身の元プロ野球選手（投手）。右投右打。

## 経歴

### プロ入り前
サウジアラビア生まれだが、これは父親が石油会社に勤務していたためで、生後2年でアメリカ合衆国へ帰国。
ウィンスロップ大学の在学中の2007年の夏にトミー・ジョン手術を受ける。その後、テキサスA&M大学に編入する。
2008年のMLBドラフト10巡目（全体311位）でシカゴ・カブスから指名されたが、入団しなかった。

### プロ入りとレッドソックス時代

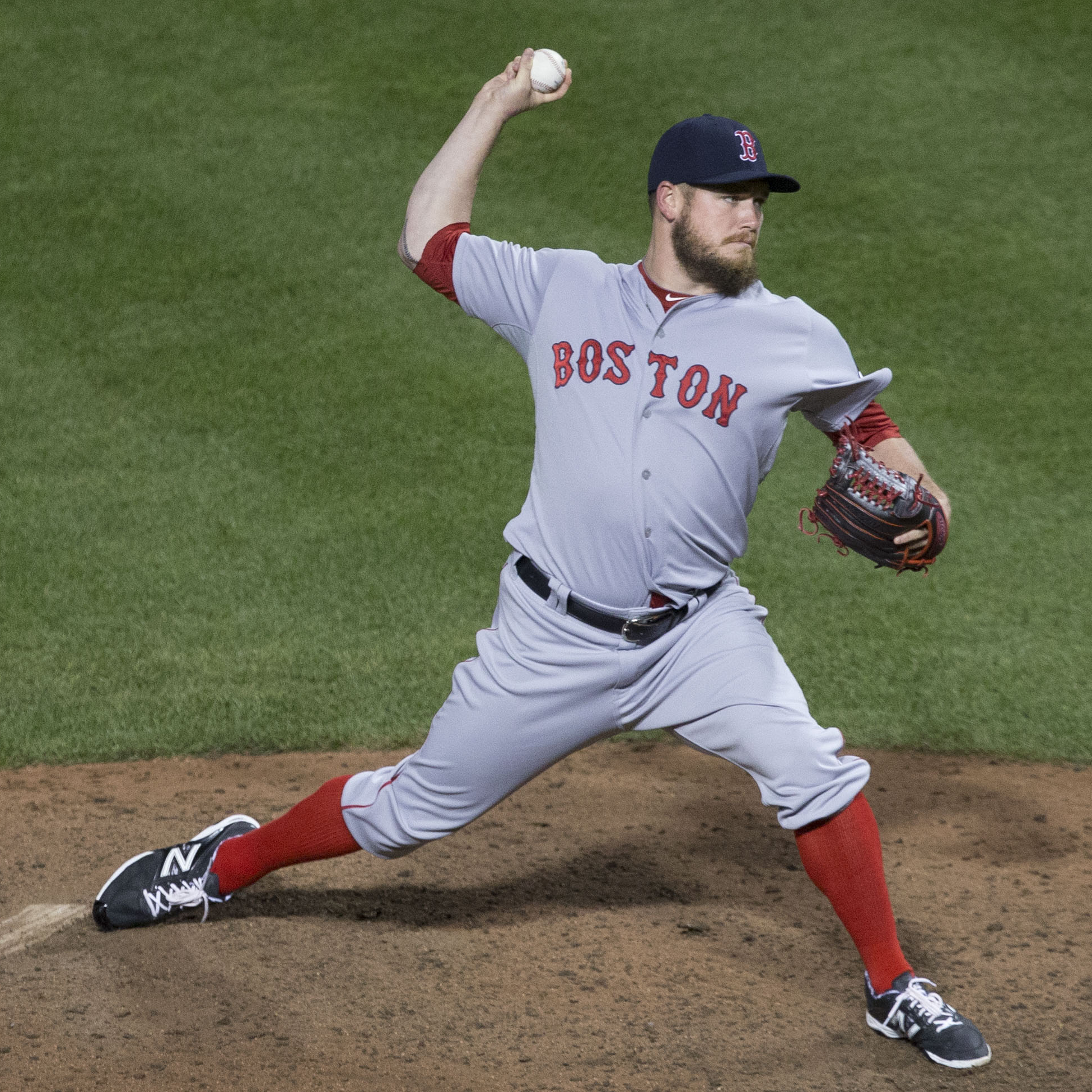
ボストン・レッドソックス時代
(2014年9月19日)

2009年のMLBドラフト2巡目（全体77位）でボストン・レッドソックスから指名され、プロ入り。クレイグ・スタンスベリーに次いで史上2人目のサウジアラビア出身の選手となった。
2012年11月には40人枠に入った。
2013年4月10日、ジョン・ラッキーの故障者リスト入りに伴い、メジャー初昇格を果たした。翌11日のボルチモア・オリオールズ戦でメジャーデビュー。5月17日のミネソタ・ツインズ戦では、2対2の同点の9回裏2死から登板し、打者1人を2球で抑える。その後10回表に味方が勝ち越し、メジャー初勝利をあげた。
2014年3月7日にレッドソックスと1年契約に合意した。3月13日にAAA級ポータケット・レッドソックスへ異動した。開幕後、AAA級ポータケットでは18試合に登板して1勝0敗5セーブ、防御率1.42と好投。5月23日にメジャーへ昇格した。その後はメジャーとマイナーを行き来しながら18試合に登板、防御率1.91、WHIP0.88という好成績を残した。2013年に4.6だった9イニング当たりの与四球率を1.6まで下げ、制球面でも成長を見せた。一方、前年に1本も打たれなかった本塁打を3本浴びた。

### タイガース時代
2014年12月12日にリック・ポーセロとのトレードで、ヨエニス・セスペデス、ゲイブ・スパイアーと共にデトロイト・タイガースへ移籍した。

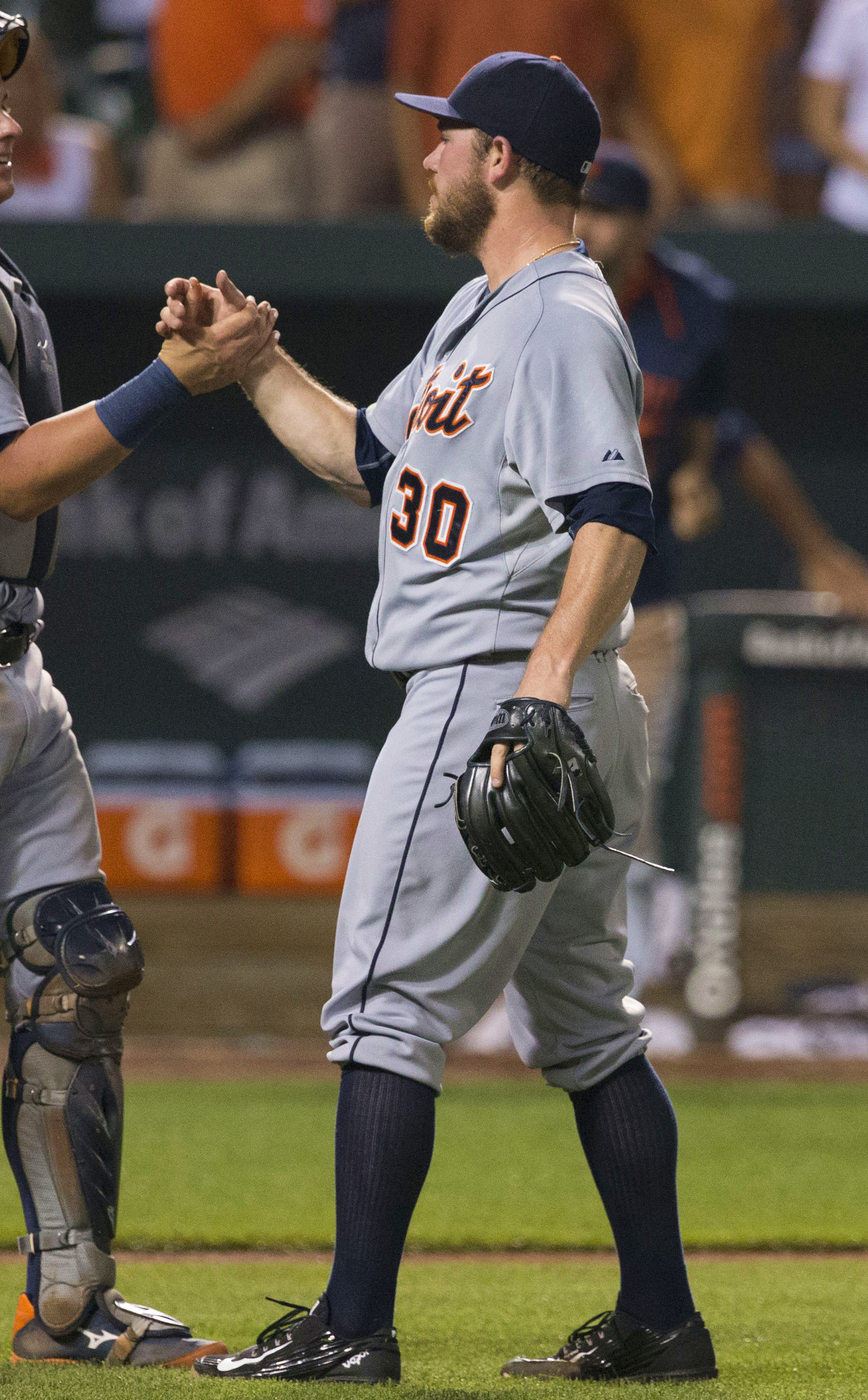
デトロイト・タイガース時代
(2015年7月30日)

2015年は、タイガースのリリーフ陣の一角に定着し、大ブレイクを果たした。1試合の先発登板を含む59試合に投げ、防御率2.19、WHIP1.03という好成績だった。
2016年は全てリリーフで62試合に登板。前年ほどの好成績ではなかったが、それでも防御率2.96、4勝、WHIP1.22という成績を残し、安定感あるリリーバーとしてタイガースのブルペンで躍動した。
2017年開幕前の2月9日に指名投手枠で第4回WBCのアメリカ合衆国代表に選出された。シーズンでは8月24日のニューヨーク・ヤンキース戦でトッド・フレイジャーに報復として故意死球を与え、両チームから選手が入り乱れる乱闘を起こして退場になった。8月25日にMLBより4試合の出場停止処分を受けた。この年は自己最多の66試合に登板したが、2勝5敗2セーブ、防御率4.50と低調な成績であった。
2018年は59試合に登板して2勝4敗、防御率3.36、43奪三振を記録した。オフの11月30日にノンテンダーFAとなった。

### ブルワーズ時代
2019年2月9日にクリーブランド・インディアンスとマイナー契約を結び、スプリングトレーニングに招待選手として参加することになったが、3月23日にミルウォーキー・ブルワーズと75万ドルの単年契約を結んだ。4月29日にDFAとなり、5月1日にマイナー契約で傘下のAAA級サンアントニオ・ミッションズへ配属された。8月3日に自由契約となった。

### カブス傘下時代
2019年8月5日にカブスとマイナー契約を結んだ。オフの11月4日にFAとなった。

### カブス傘下退団後
2020年1月5日にタイガースとマイナー契約を結び、スプリングトレーニングに招待選手として参加することになった。6月25日に放出された。7月28日に引退を発表し、バレンギグループのアドバイザーに就任した。

## 詳細情報

### 年度別投手成績
| 年 度    | 球 団    | 登 板 | 先 発 | 完 投 | 完 封 | 無 四 球 | 勝 利 | 敗 戦 | セ 丨 ブ | ホ 丨 ル ド | 勝 率 | 打 者 | 投 球 回 | 被 安 打 | 被 本 塁 打 | 与 四 球 | 敬 遠 | 与 死 球 | 奪 三 振 | 暴 投 | ボ 丨 ク | 失 点 | 自 責 点 | 防 御 率 | W H I P |
| -------- | -------- | ----- | ----- | ----- | ----- | -------- | ----- | ----- | -------- | ----------- | ----- | ----- | -------- | -------- | ----------- | -------- | ----- | -------- | -------- | ----- | -------- | ----- | -------- | -------- | ------- |
| 2013     | BOS      | 26    | 0     | 0     | 0     | 0        | 1     | 1     | 0        | 1           | .500  | 127   | 27.2     | 34       | 0           | 14       | 1     | 1        | 22       | 1     | 0        | 16    | 15       | 4.88     | 1.74    |
| 2014     | BOS      | 18    | 0     | 0     | 0     | 0        | 1     | 0     | 0        | 0           | 1.000 | 109   | 28.1     | 20       | 3           | 5        | 0     | 2        | 19       | 1     | 0        | 8     | 6        | 1.91     | 0.88    |
| 2015     | DET      | 59    | 1     | 0     | 0     | 0        | 3     | 3     | 2        | 7           | .500  | 273   | 70.0     | 61       | 5           | 11       | 1     | 2        | 38       | 2     | 0        | 19    | 17       | 2.19     | 1.03    |
| 2016     | DET      | 62    | 0     | 0     | 0     | 0        | 4     | 0     | 0        | 14          | 1.000 | 297   | 73.0     | 68       | 5           | 21       | 5     | 1        | 49       | 2     | 0        | 26    | 24       | 2.96     | 1.22    |
| 2017     | DET      | 66    | 0     | 0     | 0     | 0        | 2     | 5     | 2        | 17          | .286  | 260   | 60.0     | 67       | 7           | 15       | 5     | 4        | 42       | 4     | 0        | 34    | 30       | 4.50     | 1.37    |
| 2018     | DET      | 59    | 0     | 0     | 0     | 0        | 2     | 4     | 0        | 14          | .333  | 245   | 61.2     | 50       | 8           | 15       | 2     | 2        | 43       | 2     | 0        | 24    | 23       | 3.36     | 1.05    |
| 2019     | MIL      | 13    | 0     | 0     | 0     | 0        | 1     | 1     | 1        | 2           | .500  | 57    | 11.1     | 15       | 3           | 9        | 2     | 0        | 13       | 2     | 0        | 12    | 12       | 9.53     | 2.12    |
| MLB：7年 | MLB：7年 | 303   | 1     | 0     | 0     | 0        | 14    | 14    | 5        | 55          | .500  | 1368  | 332.0    | 315      | 31          | 90       | 16    | 11       | 226      | 14    | 0        | 139   | 127      | 3.44     | 1.22    |

### 背番号
- 63（2013年）
- 30（2014年 - 同年途中、2015年 - 2018年）
- 52（2014年途中 - 同年終了）
- 12（2019年）